# José Mayans
José Miguel Ángel Mayans (Clorinda, 19 de marzo de 1957) es un político argentino que actualmente se desempeña como senador nacional de Argentina por el Partido Justicialista por la provincia de Formosa. Asumió dicho cargo en 2001, siendo reelegido en 2005, 2011, 2017 y 2023. Previamente, se desempeñó como diputado provincial en su provincia natal entre 1987 y 2001.
Desde 2002 hasta 2019, se desempeñó como senador nacional del bloque PJ, bajo la conducción de Miguel Pichetto. Cuando Pichetto aceptó ser candidato a vicepresidente de Mauricio Macri, en el año 2019, debió abandonar su cargo de Jefe de Bloque del justicialismo, siendo reemplazado por José Mayans. De tal forma, desde el año 2019 se desempeña como presidente del bloque justicialista en la Cámara Alta.
En el senado nacional, ocupa la presidencia de la Comisión Bicameral Permanente de Seguimiento y Control de la Gestión de Contratación y de Pago de la Deuda Exterior de la Nación.

## Actuaciones y proyectos
Mayans ingresa al Senado nacional en 2001; fue vicepresidente del bloque durante 17 años. Se desempeña como presidente de la comisión de Intereses Marítimos, Fluviales, Pesqueros y Portuarios e integra como vocal las comisiones de Defensa del Consumidor, del Usuario y de la Competencia; de Defensa Nacional; de Finanzas; de Peticiones, Poderes y Reglamento; y de Transportes. Entre sus proyectos se pueden encontrar algunos como el que busca erradicar el ciberbullying, y es coautor de la Ley Yolanda.